# العنف على المسلمين في الهند

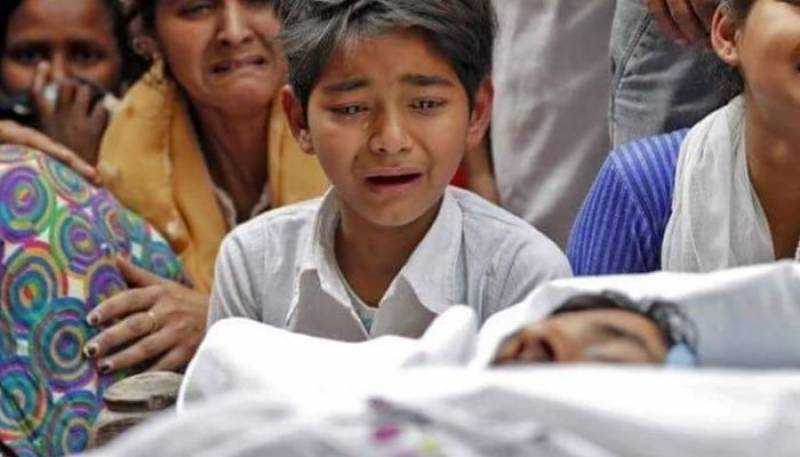

منذ تقسيم الهند في عام 1947، وقعت العديد من أعمال العنف على المسلمين في الهند. وفي كثير من الأحيان كانت هذه الأعمال علی شكل هجمات عنيفة على المسلمين من قبل الهندوس وذلك في إطار العنف الطائفي بين المجتمعات الهندوسية والمسلمة. قُتل أكثر من 10000 شخصا في 6933 حالة من حالات العنف الطائفي بین الهندوس والمسلمين بين عامي 1954 و 1982.
هناك أسباب عديدة وراء هذه أعمال العنف على المسلمين. يُعتقد أن الجذور تكمن في تاريخ الهند منها الغضب من الفتح الإسلامي للهند خلال العصور الوسطى، والسياسات التي وضعها المستعمرون البريطانيون في البلاد، وتقسيم الهند إلى دولة باكستان الإسلامية والهند ذات الأقلية المسلمة. ويعتقد العديد من الباحثين أن هذه حوادث العنف على المسلمين لها دوافع سياسية وهي جزء من إستراتيجية الأحزاب السياسية التي تدعو إلى القومية الهندوسية، مثل حزب بهاراتيا جاناتا (الجناح السياسي لـتنظيم RSS). ويعتقد باحثون آخرون أن العنف غير منتشر وأنه يقتصر على مناطق حضرية معينة بسبب الظروف الاجتماعية والسياسية المحلية.

## المظهر
كثيرًا ما يكون العنف على المسلمين على شكل هجمات من جانب أفراد العصابات الهندوسية على المسلمين. يشار إلى هذه الهجمات على أنها أعمال شغب طائفية في الهند ويُنظر إليها على أنها جزء من نمط من العنف الطائفي المتقطع بين غالبية الطوائف الهندوسية والأقلية المسلمة، بالإضافة إلى أنها مرتبطة بزيادة نسبة الإسلاموفوبيا طوال القرن العشرين. وقعت معظم الحوادث في الولايات الشمالية والغربية للهند، في حين أن المشاعر الشعبية في الجنوب كانت أقل وضوحًا. من بين أكبر حوادث عمليات القتل العنيفة تلك التي وقعت في كالكوتا الكبرى في عام 1946، وبيهار، وغارمتشوار في عام 1946 بعد أعمال شغب ناخالي في البنغال الشرقية، ومذبحة المسلمين في جامو في عام 1947، وقتل المسلمين على نطاق واسع في أعقاب عملية البولو في حيدر آباد، وأعمال الشغب المعادية للمسلمين في كولكاتا في أعقاب أعمال الشغب في باريسال عام 1950 وأعمال الشغب في شرق باكستان عام 1964، وأعمال الشغب في غوجارات عام 1969، وأعمال الشغب في بهواندي، وأعمال الشغب في غوجارات في عام 1984، وأعمال شغب بهاجالبور في عام 1989، وأعمال شغب بومباي ونيلي في عام 1983 وأعمال الشغب في غوجارات في عامي 2002 و 2013.
رسخت أنماط العنف هذه منذ التقسيم، إذ قامت عشرات الدراسات بتوثيق حالات العنف الجماعي ضد مجموعات الأقليات. قُتل أكثر من 10,000 شخص في أعمال عنف طائفية بين الهندوس والمسلمين منذ عام 1950. وفقًا للأرقام الرسمية، كانت هناك 6933 حالة عنف طائفي بين عامي 1954 و 1982، وقتل 530 من الهندوس و 1598 من المسلمين في إجمالي 3949 حالة من أعمال العنف الجماعي بين عامي 1968 و 1980. 
وقعت حوادث عنف جماعي في عام 1989 في جميع أنحاء شمال الهند. يعتقد برافين سوامي أن أعمال العنف الدورية هذه «شوهت تاريخ الهند بعد الاستقلال» وأعاقت أيضًا قضية الهند في جامو وكشمير فيما يتعلق بنزاع كشمير.
في عام 2017، ذكرت صحيفة إندياسبيند أن 84٪ من ضحايا عنف الأبقار في الهند في الفترة من 2010 إلى 2017 كانوا مسلمين، وتم الإبلاغ عن ما يقرب من 97٪ من هذه الهجمات بعد مايو 2014.

## الأسباب والآثار
تكمن جذور هذا العنف في تاريخ الهند النابع من الاستياء المستمر من الهيمنة الإسلامية على الهند خلال العصور الوسطى، والسياسات التي وضعها المستعمرون البريطانيون في البلاد، والتقسيم العنيف للهند إلى باكستان الإسلامية، والهند مع أقلية كبيرة -ولكنها تبقى أقلية- مسلمة. وصف بعض العلماء حوادث العنف على المسلمين بأنها ذات دوافع سياسية ووصفوها بأنها مذابح أو أعمال إبادة جماعية]][10]، أو شكل من أشكال إرهاب الدولة «مذابح سياسية منظمة بدلاً من مجرد أعمال شغب». يجادل آخرون أنه على الرغم من مواجهة مجتمعهم للتمييز والعنف، إلا أن بعض المسلمين حققوا نجاحًا كبيرًا، وأن العنف ليس واسع الانتشار مثلما يبدو، بل يقتصر على مناطق حضرية معينة بسبب الظروف الاجتماعية والسياسات المحلية، وهناك العديد من المدن التي يعيش فيها المسلمون والهندوس في سلام مع عدم وجود حوادث عنف طائفية تقريبًا. في أعمال الشغب المعادية للمسلمين في الهند، قُتل ثلاثة مسلمين من أجل هندوسي واحد. بالإضافة إلى أن التنافس الاقتصادي بين الهندوس والمسلمين يؤدي أيضًا إلى أعمال شغب مخطط لها تستهدف الشركات الإسلامية تحديدًا.

### دور الأحزاب السياسية
يشعر العديد من علماء الاجتماع أن العديد من أعمال العنف هذه تتلقى دعمًا مؤسساتيًا، لا سيما من قبل الأحزاب السياسية والمنظمات المرتبطة بالمنظمة التطوعية القومية الهندوسية، «راشتريا سوايامسيفاك سانغ [آر إس إس]». يتهم العلماء حزب بهاراتيا جاناتا (بي جاي بّي) وشيف سينا على وجه الخصوص بالتواطؤ في حوادث العنف هذه «واستخدام العنف على المسلمين واعتباره جزءًا من إستراتيجية انتخابية أكبر». على سبيل المثال، أوضحت الأبحاث التي أجراها راحيل داتيوالا ومايكل بيجس أن عمليات القتل أعلى بكثير في المناطق التي يواجه فيها حزب بهاراتيا جاناتا معارضة انتخابية شديدة مقارنة بالمناطق التي يكون فيها بالفعل قويًا. شهدت مناطق شمال الهند في عام 1989 زيادة في الهجمات المنظمة ضد المسلمين، وحقق حزب بهاراتيا جاناتا نجاحًا أكبر في الانتخابات المحلية وانتخابات الولاية. [وخلص عالم الأنثروبولوجيا الاجتماعية ستانلي جياراجا تامبيا إلى أن العنف في بهاغالبور في عام 1989، وهاشيمبورا في عام 1987 وفي موراد آباد 1980 كان عبارة عن عمليات قتل منظمة. وفقًا لرام بونياني، انتصر حزب شيف سينا في الانتخابات بسبب أعمال العنف في التسعينيات، وحزب بهاراتيا جاناتا في غوجارات بعد عنف 2002.
مع ذلك يحذر جيان براكاش من أن تصرفات حزب بهاراتيا جاناتا في ولاية غوجارات لا تمثل مجمل الهند، ويبقى أن نرى ما إذا كانت حركة هيندوتفا قد نجحت في نشر هذه الاستراتيجية على الصعيد الوطني.

### العوامل الاقتصادية والثقافية
يستخدم القوميون الهندوس القهر التاريخي للهند من قبل المسلمين ذريعة للعنف. إذ يشعرون أنه منذ التقسيم تحالف المسلمون الهنود مع باكستان بالإضافة إلى اعتبارهم إرهابيين محتملين، وبالتالي يجب على الهندوس الانتقام من هذه الأخطاء الماضية وإعادة تأكيد إرثهم. كان ارتفاع معدل الخصوبة بين المسلمين موضوعًا متكررًا في خطاب اليمين الهندوسي. يزعمون أن ارتفاع معدل المواليد بين المسلمين هو جزء من خطة تهدف إلى تحويل الهندوس إلى أقلية داخل بلدهم.

يوجد سبب آخر لتفشي العنف وهو الحراك التصاعدي للطبقات الدنيا الناجم عن توسع الاقتصاد. إذ أصبح العنف الطائفي بديلًا عن التوتر الطبقي. القوميون، بدلًا من التعامل مع مزاعم الطبقة الدنيا، ينظرون إلى المسلمين والمسيحيين على أنهم «غير هنديين تمامًا» بسبب ديانتهم، ويصورون أولئك الذين يقومون بهذه الهجمات على أنهم «أبطال» دافعوا عن الأغلبية ضد «غير المواطنين». يُنظر إلى المسلمين على أنهم مشتبه بهم ويُشكك في ولائهم للدولة بسبب سوء النية الذي ما يزال سائدًا بعد أعمال العنف أثناء التقسيم. حسب عمر الخالدي:
خُطط إلى أعمال العنف على المسلمين ونُفذت من أجل جعلهم يعانون اقتصاديًا واجتماعيًا، ونتيجة نهائية لهذا التخلف الاقتصادي والاجتماعي، واستيعابهم في الصفوف الدنيا للمجتمع الهندوسي.
أُعطيت القومية الثقافية أيضًا سببًا لحالات العنف التي ارتكبها شيف سينا والتي ادعت في البداية أنها تتحدث باسم أهالي ولاية ماهاراشترا، لكنهم سرعان ما حولوا خطابهم إلى التحريض على العنف على المسلمين. شارك شيف سينا في أعمال العنف في عام 1984 في بلدة بهواندي، ومرة أخرى في أعمال العنف في بومباي في عامي 1992 و1993. في كلتا هاتين الحالتين، حصل سينا على مساعدة من الشرطة والمسؤولين المحليين. حرض حزب سينا على العنف في عامي 1971 و1986. وفقًا للباحث سوديبتا كافيراج، فإن الفيشفا هندو باريشاد (ڤي إف بّي) أو المجلس الهندوسي العالمي، ما زالوا متورطين في النزاعات الدينية التي بدأت في العصور الوسطى.

## حوادث كبيرة

### كلكتا 1964
إنّ العنف الطائفي الذي حدث بين الهندوس والمسلمين عام 1964 في ولاية كلكتا أدّی إلى مقتل أكثر من مائة شخص، وإصابة 438 آخرين واعتقال أكثر من سبعة ألف. وقد فرّ 70 ألف مسلم من ديارهم. ووفّر الجيش الهندي الحماية لـ 55 ألفا. أصبح المسلمون في كلكتا محصورين أكثر من أي وقت مضى في أعقاب هذه أعمال الشغب. كما حدث العنف في ريف البنغال الغربية.

### مذبحة نيلي 1983
وقعت مذبحة نيلي ضد سكان مسلمين في ولاية أسام الهندية في عام 1983. وتم فيها ذبح ما يقرب من 1800 مسلم من أصل بنغالي على يد رجال قبيلة لالونج (المعروفة أيضًا باسم تيوا) في قرية تسمى نيلي. وقد وصفت بأنها أحد أسوأ المجازر منذ الحرب العالمية الثانية حيث كان غالبية الضحايا من النساء والأطفال.
وقيل أنه كان أحد أسباب هذا الحادث هو أنه نتج عن غضب من الهجرة. أصرت حركة أسام على حذف أسماء المهاجرين غير الشرعيين من كشوف الانتخابات وترحيلهم من الولاية. وكان هناك دعم واسع النطاق للحركة، والذي تضاءل بين عامي 1981 و 1982.
وقد طالبت الحركة بترحيل كل من دخل الدولة بشكل غير قانوني منذ عام 1951. ومع ذلك، أصرت الحكومة المركزية على تحديد موعد نهائي لعام 1971. وبحلول نهاية عام 1982، دعت الحكومة المركزية إلى إجراء انتخابات ودعت الحركة الناس إلى مقاطعتها مما أدى إلى انتشار العنف.
تعرضت القرية فی صباح الثامن عشر من فبراير عام 1983 لهجوم من قِبل رجال قبيلة لالونج، وهم هاجموا القرية من ثلاث جهات.
لا يزال التقرير الرسمي الصادر عن لجنة تيواري بشأن مذبحة نيلي في طي الكتمان تحت حراسة مشددة (ولا يوجد منه سوى ثلاث نسخ فقط). وكان هذا التقرير الذي يبلغ عدد صفحاته ستمائة صفحة قد أُرسل إلى حكومة ولاية أسام في عام 1984، وقررت حكومة حزب المؤتمر (برئاسة هايتس وير سايكيا) عدم الكشف عن محتواه، وتبعتها الحكومات المتعاقبة في ذلك. وتبذل حاليًا الجبهة الديمقراطية المتحدة في ولاية أسام وغيرها من الجهات جهودًا قانونية للكشف عن تقرير لجنة تيواري، وذلك حتى يتسنى تحقيق قدر من العدالة للضحاياعلى الأقل بعد مرور 25 عامًا على الحادث.

### اضطرابات مظفرنغر 2013
أسفرت الاشتباكات بين الجاليات الهندوسية والمسلمة في منطقة مظفر نجار التابعة لولاية أتر برديش الهندية في الفترة ما بين شهري أغسطس وسبتمبر من عام 2013 عن مقتل ما يزيد عن 62 شخصًا بينهم 42 مسلم، و20 هندوسيًا، وجرح 93 آخرين، وتشريد ما يزيد عن 50 ألف شخص.

### أعمال شغب دلهي 2020
اندلعت أعمال شغب شمال شرق دلهي 2020، مع احتجاجات ضد قانون حول الجنسية وصفه معارضوه بأنه معاد للمسلمين. خلفت هذه أعمال الشغب 53 قتيلا وأكثر من 200 جريحا بجروح خطيرة.
أشار البعض بأنها كانت بوغروم.